# ألسمير
ألسمير Aalsmeer  هي مدينة وبلدية شمال هولندا. بمقاطعة شمال هولندا. واسمها يعني بالهولندية بحيرة ثعابين البحر

## طوبوغرافيا
خريطة طوبوغرافية هولندية لبلدية ألسمير، يونيو 2015، (تقرأ بعد ثلاث نقرات على الخريطة).

## أعلام
- ستين ماير
- بيتر ر. دي فريس
- بييت بون
- سيمون بون